# Constantin Bauer (Maler)

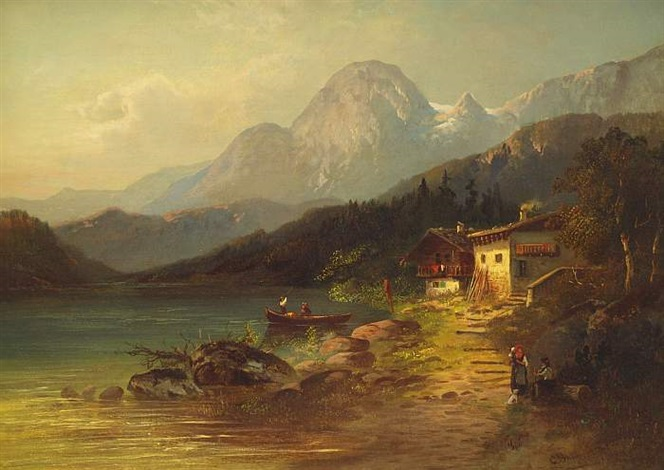
Blick auf den Hintersee mit Reiteralpe

Constantin Ludwig Bauer (* 28. August 1852 in Trostberg; † 23. März 1924) war ein deutscher Maler. Von Bauer stammen zahlreiche Landschaftsaquarelle.

## Leben
Bauer studierte von 1869 bis 1873 an der Akademie der Bildenden Künste in München. Bei Alexander Wagner erlernte er Figurenmalerei, bei Johann Leonhard Raab den Kupferstich.
1878 siedelte Bauer nach Obermais (Südtirol) über. Dort widmete er sich der Landschaftsmalerei.
Er war Christian Morgensterns Trauzeuge – sie kannten sich seit ihrer Kindheit – bei dessen Heirat mit Margareta Gosebruch von Liechtenstern am 7. März 1910.